# Anne Moreau-Vagnon
 (juin 2011).
Si vous disposez d'ouvrages ou d'articles de référence ou si vous connaissez des sites web de qualité traitant du thème abordé ici, merci de compléter l'article en donnant les références utiles à sa vérifiabilité et en les liant à la section « Notes et références ».
Anne Moreau-Vagnon, née à Antony (Hauts-de-Seine) en 1966, est une sculptrice  et illustratrice française.

## Biographie
Anne Moreau-Vagnon étudie la sculpture ornementale à l'école Boulle puis travaille comme sculptrice-décoratrice pour le cinéma, le théâtre, et la muséographie.
Elle crée pour l'édition jeunesse, des illustrations en volume qui mettent en scène personnages et décors, sous forme de dioramas et maquettes photographiés.
Elle publie plusieurs albums-jeunesse : La Ville en Chantier aux éditions Le Textuaire, comme auteur et illustrateur, et deux albums, aux éditions Circonflexe, comme illustrateur : sur un texte de Gep, En voiture! à pédales… et La Caverne du Magicien sur un texte inédit de Lewis Carroll,,,,.
En parallèle, elle œuvre à l'émergence de ses créations personnelles, en étudiant dans son atelier ou au zoo.
Elle a obtenu le prix graphique 2005 de l'Institut Charles-Perrault.
Tiré d'un de ses albums La Ville en chantier, elle réalise, pour le magazine Toboclic un court métrage d'animation en volume Le Chantier,.

## Sculpture
Depuis plusieurs années, Anne Moreau-Vagnon se consacre principalement à la sculpture animalière. Elle modèle des êtres sauvages saisis dans un moment singulier. En mêlant argile et fil de coton, en faisant courir graphismes et couleurs à la surface de ses créations, elle exprime la dualité entre force et fragilité animale en regard de sa condition sur terre. Son travail est un cheminement vers la maturité, au delà de la représentation animale, où il est question de ce dont nous héritons et ce que nous léguons.
Elle reçoit, en 2020, le prix Lantara d'art animalier, décerné par le parc naturel régional du Gâtinais français.
Ses sculptures sont régulièrement présentes au Salon national des artistes animaliers de Bry-sur-Marne.
Elle est membre de La Maison des artistes vit et travaille près de Paris, en bords de Marne.

## Publications
- La Ville en chantier, Éditions le Textuaire, 2007.
- La Caverne du magicien, texte de Lewis Carroll, Éditions Mouck (Circonflexe), 2009.
- En voiture ! à pédales…, texte de Gep, Éditions Mouck (Circonflexe), 2010.
- Le Chantier, film d'animation volume pour le magazine Toboclic (Milan Presse).